# Onuphis hawaiiensis
Onuphis hawaiiensis är en ringmaskart som beskrevs av Pettibone 1970. Onuphis hawaiiensis ingår i släktet Onuphis och familjen Onuphidae. Inga underarter finns listade i Catalogue of Life.